# Muranga
Muranga är huvudort i distriktet Muranga i provinsen Central i Kenya. Folkmängden uppgick till 23 949 invånare vid folkräkningen 2009, med 28 775 invånare i hela kommunen.